# Nijeberkoop
Nijeberkoop (Stellingwerfs: Ni'jberkoop; Fries: Nijeberkeap) is een dorp in de gemeente Ooststellingwerf, in de Nederlandse provincie Friesland. Het ligt ten zuidoosten van Drachten.
Op 1 januari 2023 had het dorp 275 inwoners en daarmee is het kleinste dorp van de gemeente Ooststellingwerf. In het dorp staat een school die niet meer wordt gebruikt en een café-restaurant. Op de begraafplaats staat ook een van de klokkenstoelen in Friesland. Het dorpsgebied ligt tussen de Tjonger en de Linde. Hierin liggen ook enkele buurtschappen naast het dorp zelf. Dit zijn de buurtschappen Egypte, Frankrijk en deel van Twijtel.

## Geschiedenis
Het dorp werd in 1320 als Osbrockop vermeld. Die plaatsnaam verwijst naar het feit dat het de oostelijke kern was van Oldeberkoop. In 1408 werd het vermeld als Oostnyebercoop, in 1579 als Niebercap en 1664 als Nye Bercoop. Daarmee verloor het dus voor een deel diens oorspronkelijke betekenis.

## Toerisme en roofdierenopvangcentrum
Het dorp ligt aan de rand van het Nationaal Park Drents-Friese Wold, een belangrijke toeristentrekker.
Landelijke bekendheid kreeg Nijeberkoop doordat de Stichting Pantera (thans FELIDA) er in 1993 haar poorten opende als roofdierenopvangcentrum. Met name het brullen van leeuwen heeft veel commotie gegeven in dit agrarische dorp. In mei 2016 kwam de opvang opnieuw landelijk in het nieuws, toen twee tijgers uit hun verblijf waren ontsnapt. Een politieactie werd opgezet om de dieren te vangen.

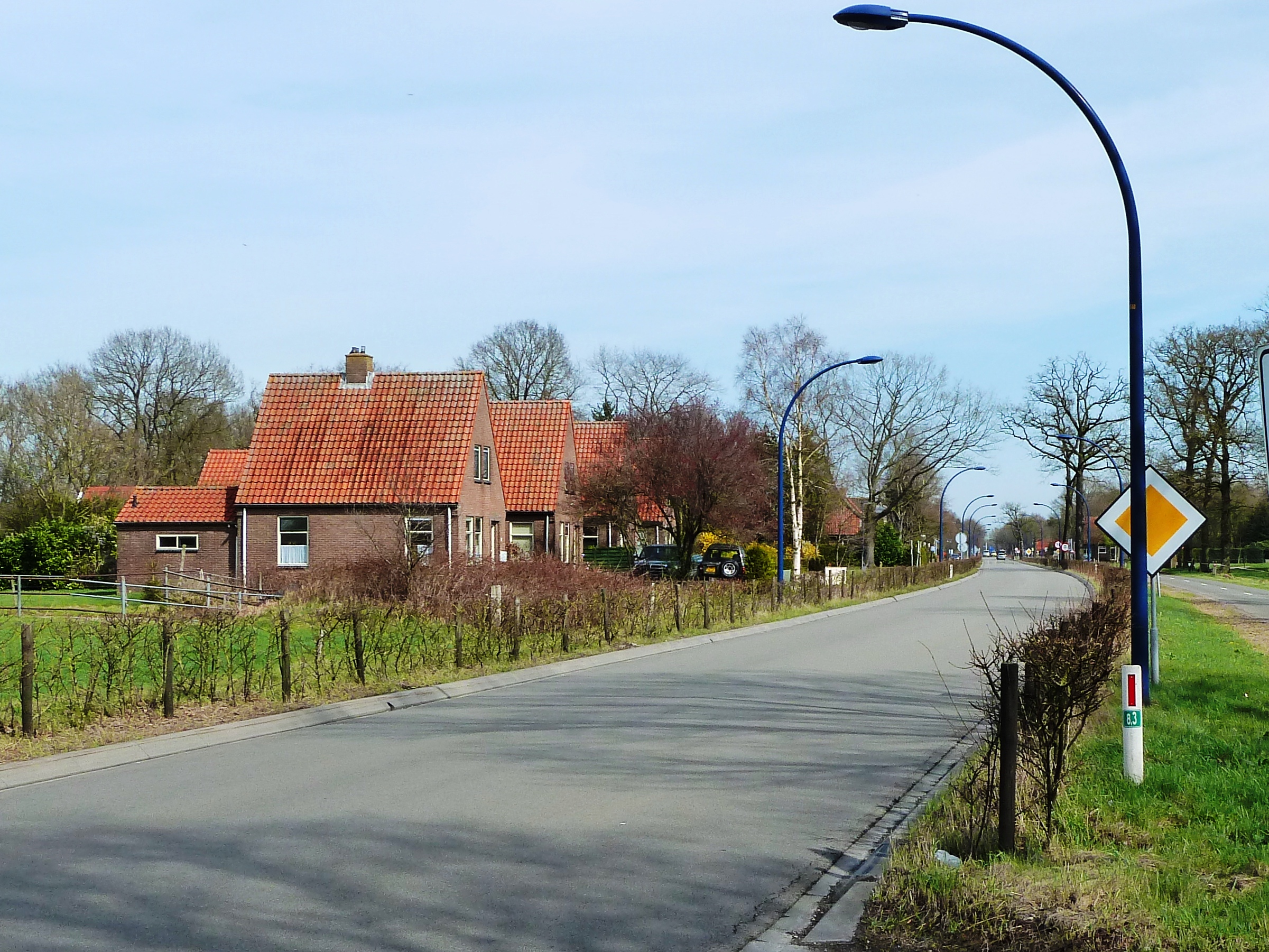
Huizen langs de Bovenweg, de hoofdstraat
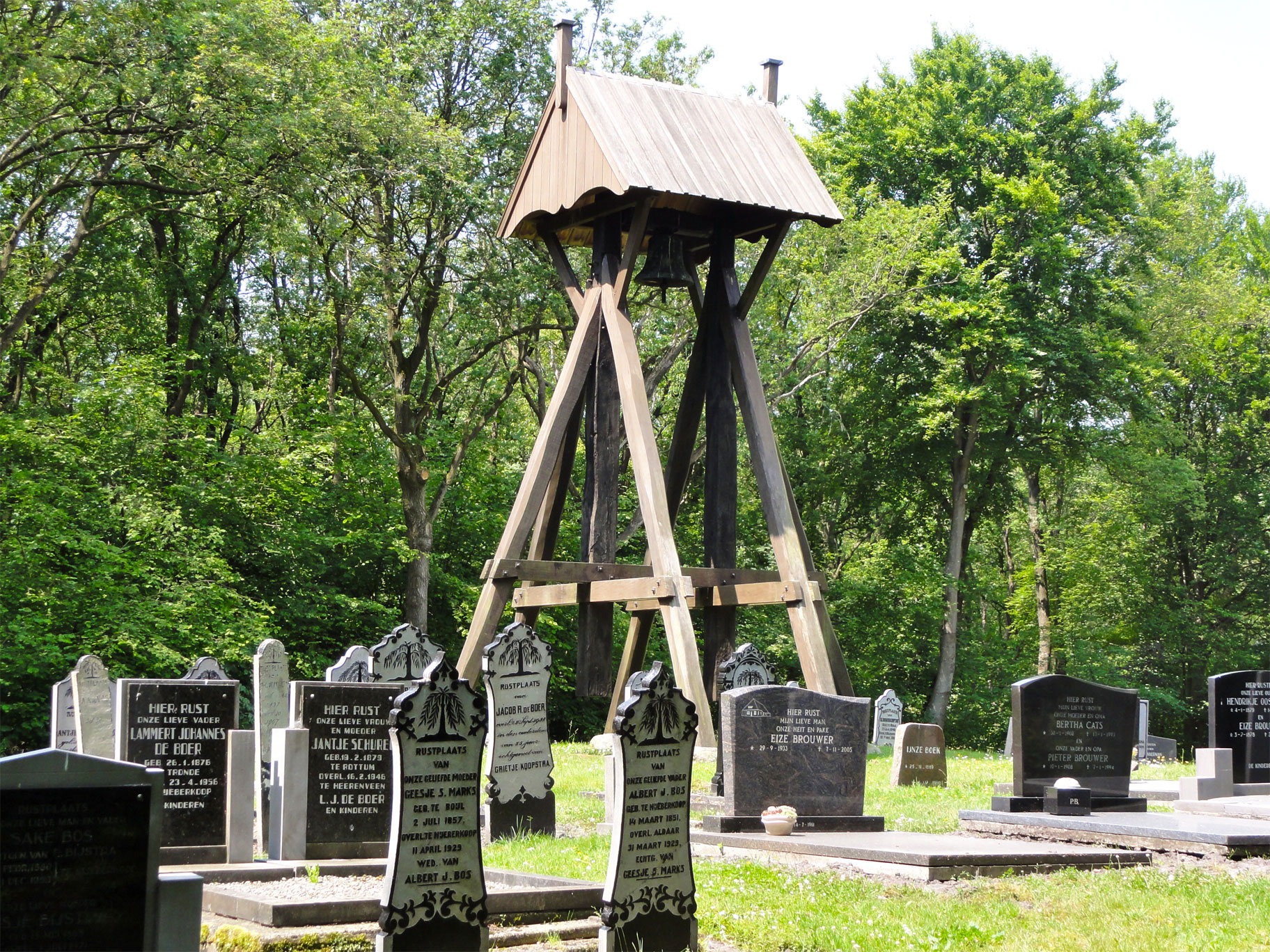
Klokkenstoel van Nijeberkoop